# مارك غيليسبي
مارك غيليسبي (بالإنجليزية: Mark Gillespie)‏ (27 مارس 1992 في المملكة المتحدة - ) هو لاعب كرة قدم بريطاني في مركز حراسة المرمى. لعب مع نادي كارلايل يونايتد ونادي بليث سبارتانز.

## وصلات خارجية
- مارك غيليسبي على موقع إي إس بي إن إف سي (الإنجليزية)
- مارك غيليسبي على موقع قاعدة بيانات كرة القدم.إي يو (الإنجليزية)
- مارك غيليسبي على موقع Soccerbase.com (لاعب) (الإنجليزية)
- مارك غيليسبي على موقع Soccerway.com (الإنجليزية)
- مارك غيليسبي على موقع عالم كرة القدم.نت (الإنجليزية)